# Liste der Länderspiele der belarussischen Futsalnationalmannschaft der Frauen
Die nachfolgende Liste enthält alle Länderspiele der belarussischen Futsalnationalmannschaft der Frauen, die der Fußballverband von Belarus, die Associacija Belorusskaja Federacija Futbola (ABFF), im Jahr 2017 gegründet hat. Futsal ist die einzige von der FIFA anerkannte Variante des Hallenfußballs. Bisher wurden neun Länderspiele ausgetragen.

## Länderspielübersicht
Legende
- Erg. = Ergebnis
- n. V. = nach Verlängerung
- i. S. = im Sechsmeterschießen
- abg. = Spielabbruch
- H = Heimspiel
- A = Auswärtsspiel
- * = Spiel auf neutralem Platz
- Hintergrundfarbe grün = Sieg
- Hintergrundfarbe gelb = Unentschieden
- Hintergrundfarbe rot = Niederlage

| Nr.                       | Datum      | Erg. | Gegner          |   | Austragungsort                                                                     | Anlass                                  | Bemerkungen |
| ------------------------- | ---------- | ---- | --------------- | - | ---------------------------------------------------------------------------------- | --------------------------------------- | --- |
| 1                         | 24.04.2018 | 1:0  | Litauen         | H | Hrodna, Sportivnyj kompleks upravlenija sporta i turizma Grodnenskogo oblispolkoma | Freundschaftsspiel                      | Erstes Heimspiel Erster Sieg Erster Heimsieg Erstes Länderspiel gegen Litauen                                                |
| 2                         | 25.04.2018 | 7:0  | Litauen         | H | Kwassouka                                                                          | Freundschaftsspiel                      | Höchster Heimsieg |
| 3                         | 22.06.2018 | 3:1  | Republik Moldau | H | Homel, Sportivnyj kompleks Lokomotiv                                               | Freundschaftsspiel                      | Erstes Länderspiel gegen die Republik Moldau                                                                                 |
| 4                         | 23.06.2018 | 4:3  | Republik Moldau | H | Homel, Sportivnyj kompleks Lokomotiv                                               | Freundschaftsspiel                      | |
| 5                         | 22.08.2018 | 5:2  | Armenien        | * | Ciorescu (MDA), Futsal Arena FMF                                                   | Europameisterschaft 2019- Qualifikation | Erstes Spiel auf neutralem Platz Erster Sieg auf neutralem Platz Erstes Länderspiel gegen Armenien                           |
| 6                         | 23.08.2018 | 3:3  | Republik Moldau | A | Ciorescu (MDA), Futsal Arena FMF                                                   | Europameisterschaft 2019- Qualifikation | Erstes Auswärtsspiel Erstes Unentschieden Erstes Auswärtsunentschieden Höchstes Unentschieden Höchstes Auswärtsunentschieden |
| 7                         | 12.09.2018 | 8:0  | Kasachstan      | * | Tscherkassy (UKR), Palac sportu Budivel’nyk                                        | Europameisterschaft 2019- Qualifikation | Höchster Sieg Höchster Sieg auf neutralem Platz Erstes Länderspiel gegen Kasachstan                                          |
| 8                         | 13.09.2018 | 2:4  | Ukraine         | A | Tscherkassy (UKR), Palac sportu Budivel’nyk                                        | Europameisterschaft 2019- Qualifikation | Erste Niederlage Erste Auswärtsniederlage Höchste Niederlage Höchste Auswärtsniederlage Erstes Länderspiel gegen die Ukraine |
| 9                         | 15.09.2018 | 3:4  | Ungarn          | * | Tscherkassy (UKR), Palac sportu Budivel’nyk                                        | Europameisterschaft 2019- Qualifikation | Erste Niederlage auf neutralem Platz Höchste Niederlage auf neutralem Platz Erstes Länderspiel gegen Ungarn                  |
| Stand: 15. September 2018 |            |      |                 |   |                                                                                    |                                         | |

## Statistik
In der Statistik werden nur die offiziellen Länderspiele berücksichtigt.
Legende
- Sp. = Spiele
- Sg. = Siege
- Uts. = Unentschieden
- Ndl. = Niederlagen
- Hintergrundfarbe grün = positive Bilanz
- Hintergrundfarbe gelb = ausgeglichene Bilanz
- Hintergrundfarbe rot = negative Bilanz

### Gegner
| Land            | Kontinentalverband | Sp. | Sg. | Uts. | Ndl. | Torverhältnis |
| --------------- | ------------------ | --- | --- | ---- | ---- | ------------- |
| Armenien        | UEFA               | 1   | 1   | 0    | 0    | 5:2           |
| Kasachstan      | UEFA               | 1   | 1   | 0    | 0    | 8:0           |
| Litauen         | UEFA               | 2   | 2   | 0    | 0    | 8:0           |
| Republik Moldau | UEFA               | 3   | 2   | 1    | 0    | 10:70         |
| Ukraine         | UEFA               | 1   | 0   | 0    | 1    | 2:4           |
| Ungarn          | UEFA               | 1   | 0   | 0    | 1    | 3:4           |
| Gesamt          | Gesamt             | 9   | 6   | 1    | 2    | 36:17         |

### Kontinentalverbände
| Kontinentalverband                 | Sp. | Sg. | Uts. | Ndl. | Torverhältnis |
| ---------------------------------- | --- | --- | ---- | ---- | ------------- |
| AFC (Asien)                        | 0   | 0   | 0    | 0    | 0:0           |
| CAF (Afrika)                       | 0   | 0   | 0    | 0    | 0:0           |
| CONCACAF (Nord- und Mittelamerika) | 0   | 0   | 0    | 0    | 0:0           |
| CONMEBOL (Südamerika)              | 0   | 0   | 0    | 0    | 0:0           |
| OFC (Ozeanien)                     | 0   | 0   | 0    | 0    | 0:0           |
| UEFA (Europa)                      | 9   | 6   | 1    | 2    | 36:17         |
| Gesamt                             | 9   | 6   | 1    | 2    | 36:17         |

### Anlässe
| Anlass                                   | Sp. | Sg. | Uts. | Ndl. | Torverhältnis |
| ---------------------------------------- | --- | --- | ---- | ---- | ------------- |
| Europameisterschaft-Qualifikationsspiele | 5   | 2   | 1    | 2    | 21:13         |
| Freundschaftsspiele                      | 4   | 4   | 0    | 0    | 15:40         |
| Gesamt                                   | 9   | 6   | 1    | 2    | 36:17         |

### Spielarten
| Spielart                       | Sp. | Sg. | Uts. | Ndl. | Torverhältnis |
| ------------------------------ | --- | --- | ---- | ---- | ------------- |
| Heimspiele (H)                 | 4   | 4   | 0    | 0    | 15:40         |
| Spiele auf neutralem Platz (*) | 3   | 2   | 0    | 1    | 16:60         |
| Auswärtsspiele (A)             | 2   | 0   | 1    | 1    | 5:7           |
| Gesamt                         | 9   | 6   | 1    | 2    | 36:17         |

### Austragungsorte
| Austragungsort | Land            | Sp. | Sg. | Uts. | Ndl. | Torverhältnis |
| -------------- | --------------- | --- | --- | ---- | ---- | ------------- |
| Ciorescu       | Republik Moldau | 2   | 1   | 1    | 0    | 8:5           |
| Homel          | Belarus         | 2   | 2   | 0    | 0    | 7:4           |
| Hrodna         | Belarus         | 1   | 1   | 0    | 0    | 1:0           |
| Kwassouka      | Belarus         | 1   | 1   | 0    | 0    | 7:0           |
| Tscherkassy    | Ukraine         | 3   | 1   | 0    | 2    | 13:80         |
| Gesamt         | Gesamt          | 9   | 6   | 1    | 2    | 36:17         |

### Spielergebnisse
|      | Gegentore | Gegentore | Gegentore | Gegentore | Gegentore |
| Tore | 0         | 1         | 2         | 3         | 4         |
| ---- | --------- | --------- | --------- | --------- | --------- |
| 0    | -         | -         | -         | -         | -         |
| 1    | 1         | -         | -         | -         | -         |
| 2    | -         | -         | -         | -         | 1         |
| 3    | -         | 1         | -         | 1         | 1         |
| 4    | -         | -         | -         | 1         | -         |
| 5    | -         | -         | 1         | -         | -         |
| 6    | -         | -         | -         | -         | -         |
| 7    | 1         | -         | -         | -         | -         |
| 8    | 1         | -         | -         | -         | -         |